# Personaggi di Smallville

Il logo della serie

Smallville è una serie televisiva statunitense sviluppata dagli sceneggiatori/produttori Alfred Gough e Miles Millar, trasmessa inizialmente da The WB. Dopo la sua quinta stagione, The WB e UPN si sono fuse per formare The CW, che è stata la seconda emittente della serie negli Stati Uniti. La serie presenta un cast regolare di personaggi, che nella sua prima stagione era composto da otto personaggi principali. Molti di quei personaggi hanno in seguito lasciato la serie, venendo sostituiti nelle stagioni a venire. Inoltre, Smallville presenta guest star a cadenza settimanale, oltre ad alcuni personaggi ricorrenti che prendono parte a mini archi narrativi che coprono una parte di una stagione. A volte, le trame dei personaggi ricorrenti si estendono su più stagioni.
La trama segue un giovane Clark Kent, nella città immaginaria di Smallville, Kansas, nel suo percorso per diventare Superman. La serie narra anche la strada di Lex Luthor verso il lato oscuro e la sua metamorfosi da migliore amico di Clark a sua nemesi. Smallville racconta la relazione tra Clark e il suo primo interesse amoroso, Lana Lang, così come la sua relazione con Lois Lane, la donna che alla fine sposerà nei fumetti. Durante la serie fanno la loro comparsa anche altri personaggi dell'Universo DC, come Arthur Curry e John Jones.
Con cinque mesi dedicati al casting per il pilota, Gough e Miller hanno alla fine assunto otto attori per i ruoli dei personaggi principali per la prima stagione. Da allora, solo due personaggi della prima stagione sono rimasti protagonisti per tutta la serie, con sette nuovi attori che hanno assunto ruoli principali dalla seconda alla nona stagione. Di questi nuovi attori, quattro hanno iniziato come ospiti ricorrenti nella loro prima stagione di apparizioni, venendo promossi come protagonisti nella stagione successiva. Mentre la serie prosegue, gli ospiti ricorrenti appaiono in momenti diversi per far andare avanti la trama generale della serie o semplicemente per fornire una sottotrama per uno dei personaggi principali, come Brainiac o Adam Knight. Altri ospiti ricorrenti appaiono come personaggi di sfondo, mostrandosi solo per alcune scene, come lo sceriffo Nancy Adams o il dr. Virgil Swann.

## Personaggi principali
Stando al coautore della serie Miles Millar, «a differenza della maggior parte delle serie, che riprendono a gennaio e hai quattro settimane [...] per fare il casting», Millar e il coautore Al Gough ebbero cinque mesi per poter scegliere gli attori del cast principali. Nell'ottobre 2000, i due produttori iniziarono la ricerca dei tre ruoli principali, e avevano direttori del casting in dieci diverse città. Di seguito è riportato un elenco di tutti quelli che sono, o sono stati, i personaggi principale della serie. Durante la sua prima stagione, Smallville ebbe otto personaggi principali; sei di questi abbandonarono la serie, ed altri otto ne presero il loro posto nel corso delle restanti nove stagioni.
     = Cast principale (accreditato)
     = Cast ricorrente (4+)
     = Guest cast (1–3)
| Personaggio     | Attore            | Stagioni   | Stagioni   | Stagioni   | Stagioni   | Stagioni   | Stagioni   | Stagioni   | Stagioni   | Stagioni   | Stagioni   |
| Personaggio     | Attore            | 1          | 2          | 3          | 4          | 5          | 6          | 7          | 8          | 9          | 10         |
| --------------- | ----------------- | ---------- | ---------- | ---------- | ---------- | ---------- | ---------- | ---------- | ---------- | ---------- | ---------- |
| Clark Kent      | Tom Welling       | Principale | Principale | Principale | Principale | Principale | Principale | Principale | Principale | Principale | Principale |
| Lana Lang       | Kristin Kreuk     | Principale | Principale | Principale | Principale | Principale | Principale | Principale | Ricorrente | Non appare | Non appare |
| Lex Luthor      | Michael Rosenbaum | Principale | Principale | Principale | Principale | Principale | Principale | Principale | Non appare | Non appare | Guest      |
| Whitney Fordman | Eric Johnson      | Principale | Guest      | Non appare | Guest      | Non appare | Non appare | Non appare | Non appare | Non appare | Non appare |
| Pete Ross       | Sam Jones III     | Principale | Principale | Principale | Non appare | Non appare | Non appare | Guest      | Non appare | Non appare | Non appare |
| Chloe Sullivan  | Allison Mack      | Principale | Principale | Principale | Principale | Principale | Principale | Principale | Principale | Principale | Principale |
| Martha Kent     | Annette O'Toole   | Principale | Principale | Principale | Principale | Principale | Principale | Non appare | Non appare | Guest      | Guest      |
| Jonathan Kent   | John Schneider    | Principale | Principale | Principale | Principale | Principale | Non appare | Non appare | Non appare | Non appare | Ricorrente |
| Lionel Luthor   | John Glover       | Ricorrente | Principale | Principale | Principale | Principale | Principale | Principale | Non appare | Non appare | Ricorrente |
| Jason Teague    | Jensen Ackles     | Non appare | Non appare | Non appare | Principale | Non appare | Non appare | Non appare | Non appare | Non appare | Non appare |
| Lois Lane       | Erica Durance     | Non appare | Non appare | Non appare | Ricorrente | Principale | Principale | Principale | Principale | Principale | Principale |
| Jimmy Olsen     | Aaron Ashmore     | Non appare | Non appare | Non appare | Non appare | Non appare | Ricorrente | Principale | Principale | Non appare | Guest      |
| Kara            | Laura Vandervoort | Non appare | Non appare | Non appare | Non appare | Non appare | Non appare | Principale | Guest      | Non appare | Guest      |
| Tess Mercer     | Cassidy Freeman   | Non appare | Non appare | Non appare | Non appare | Non appare | Non appare | Non appare | Principale | Principale | Principale |
| Davis Bloome    | Sam Witwer        | Non appare | Non appare | Non appare | Non appare | Non appare | Non appare | Non appare | Principale | Non appare | Non appare |
| Oliver Queen    | Justin Hartley    | Non appare | Non appare | Non appare | Non appare | Non appare | Ricorrente | Guest      | Principale | Principale | Principale |
| Zod             | Callum Blue       | Non appare | Non appare | Non appare | Non appare | Non appare | Non appare | Non appare | Non appare | Principale | Guest      |

### Clark Kent
Interpretato da Tom Welling, Clark Kent è un alieno proveniente da un pianeta chiamato Krypton con abilità sovrumane che usa per aiutare il prossimo. Clark viene adottato da Jonathan e Martha Kent nel pilota della serie, quando all'età di tre anni atterra sulla Terra. Dodici anni dopo, cerca di trovare il suo posto nel mondo dopo aver appreso dal suo padre adottivo la verità sulle sue origini aliene. Per la maggior parte della serie, Clark passa il suo tempo fuggendo dalla sua eredità kryptoniana, arrivando persino a lasciare Smallville, abbandonando la missione che il suo padre biologico Jor-El gli affida nella ricerca di tre pietre kryptoniane della conoscenza, continuando il suo addestramento alla Fortezza della solitudine e liberando involontariamente un criminale kryptoniano dalla Zona fantasma quando si rifiuta di uccidere Lex.

### Lana Lang
Interpretata da Kristin Kreuk, Lana Lang è una delle amiche di Clark Kent con cui ha una relazione a intermittenza. Lana diventa amica di Clark nel corso della prima stagione, nel periodo in cui è la ragazza di Whitney Fordman. Dopo che Whitney parte per unirsi ai marines nel finale della prima stagione, Lana e Clark iniziano lentamente una relazione romantica. Nella settima stagione Lana abbandona Smallville, lasciando a Clark un DVD in cui spiega che, nonostante lo ami, lei deve abbandonare lui e Smallville per permettergli di compiere il suo destino.

### Lex Luthor
Michael Rosenbaum interpreta Lex Luthor, figlio del miliardario Lionel Luthor, che viene inviato a Smallville per gestire l'impianto di fertilizzanti locale. Dopo che Clark gli salva la vita nel primo episodio, i due diventano rapidamente amici. Nel corso di sette stagioni, a partire dal giorno in cui Clark lo salva dalla morte per annegamento, Lex cerca di scoprire i segreti che Clark custodisce. La curiosità di Lex porta alla rottura tra lui e Clark nel finale della terza stagione. Le indagini di Lex lo portano infine a scoprire la verità sull'origine aliena di Clark nel finale della settima stagione.

### Whitney Fordman
Eric Johnson interpreta Whitney Fordman, il ragazzo di Lana, nella prima stagione. Nonostante sia inizialmente amichevole con Clark, diventa presto ostile con lui a causa dell'amicizia con la sua ragazza, arrivando al punto di bullizzarlo nel pilota della serie. Whitney è costretto a gestire l'azienda di famiglia quando suo padre viene colpito da una malattia cardiaca nell'episodio Fenomeni. Perde poi la sua borsa di studio per il football, e nell'episodio Oltre la materia inizia a ignorare Lana, frequentando invece le passate stelle del football delle scuole superiori, che lo reclutano per le loro attività criminali. Alla fine si riconcilia con Clark e Lana prima di unirsi ai Marine nel finale della prima stagione, lasciando lo show. Whitney ha fatto un'apparizione come guest star nell'episodio della seconda stagione La maschera, dove viene rivelato che è morto in combattimento durante una spedizione estera, e nell'episodio della quarta stagione Giochi di specchi, durante un flashback del primo anno di Clark.
Prima di essere scelto per il ruolo di Whitney Fordman, Eric Johnson ha tenuto un'audizione per i ruoli di Lex e Clark. Quando i produttori lo hanno chiamato per una terza audizione, Johnson li ha informati che se lo avessero voluto avrebbero dovuto fargli fare un provino. Dopo il provino, Johnson è entrato a far parte del cast e ha trascorso solo un giorno a filmare le sue scene per il pilota. I produttori, oltre che Johnson, volevano ritrarre Whitney come qualcosa di più del semplice "atleta stereotipato" che avrebbe potuto facilmente diventare, nel tentativo di assicurarsi che Lana non sembrasse stupida per il fatto di stare con lui. A Whitney sono state assegnate più trame nella prima stagione nel tentativo di convincere il pubblico a vedere il personaggio sotto una luce più piacevole, ma Kristin Kreuk sentiva che ciò fosse inutile, dato che il pubblico non fa che vederlo solo attraverso gli occhi di Clark.
Johnson, dopo aver letto la sceneggiatura dell'episodio pilota, si rese conto che il suo personaggio non sarebbe stato presente per l'intera serie: ciò divenne ancora più chiaro quando le trame del suo personaggio iniziarono a svilupparsi rapidamente. Durante le riprese di Dall'oscurità, Johnson è stato informato del fatto che il suo personaggio non sarebbe stato presente nel cast regolare della seconda stagione. Inizialmente temeva di aver commesso qualche errore e che avrebbero ucciso il suo personaggio, ma venne poi a sapere che Whitney si sarebbe arruolata nei Marines. L'attore ha espresso il suo piacere per il modo in cui gli sceneggiatori hanno gestito la fine della storia di Whitney, dando al personaggio l'uscita di scena di un eroe.

### Pete Ross
Sam Jones III interpreta Pete Ross, un altro dei migliori amici di Clark. Odia i Luthor per l'acquisizione della fabbrica di crema di mais della sua famiglia, ed è la prima persona a cui Clark rivela volontariamente il suo segreto. Nell'episodio della terza stagione Il siero della verità, Pete confessa di essere innamorato di Chloe, ma ha tenuto nascosti i suoi sentimenti a causa del già presente triangolo amoroso Clark-Lana-Chloe. Nell'episodio della terza stagione La corsa illegale, Pete, sentendosi messo in ombra da Clark, inizia a frequentare un gruppo di corse in auto clandestine. Quando Pete si rifiuta di perdere volontariamente una gara, la sua vita viene messa in pericolo e costringe Clark ad usare i suoi poteri per aiutarlo a vincere una gara, portando a un litigio tra i due. Esce di scena alla fine della terza stagione, citando come motivazione le difficoltà causate dal mantenere il segreto di Clark. Pete torna a Smallville nell'episodio della settima stagione Eroe di gomma, dopo aver ingerito volontariamente delle gomme da masticare potenziate dalla kryptonite, che gli hanno garantito la capacità di allungare il suo corpo. All'inizio Pete incolpò Clark per i suoi problemi, sentendosi ancora una volta messo in ombra. Dopo essere venuto a conoscenza dei poteri di Pete, Lex lo ricatta ma Clark interviene e salva l'amico, ricucendo il rapporto prima che Pete lasci di nuovo Smallville, deciso a mettere ordine nella sua vita.
Sam Jones III è stato l'ultimo dei membri del cast regolare della prima stagione ad essere scelto, ottenendo il ruolo solo quattro giorni prima dell'inizio delle riprese dell'episodio pilota. La scelta di Jones, che è afroamericano, va in contrasto con la mitologia di Superman, dove Pete Ross è caucasico. Jones ha affermato che avrebbe capito se i produttori avessero semplicemente creato un personaggio originale nero, ma il fatto che abbiano scelto lui per il ruolo, nonostante il personaggio sia sempre stato bianco, lo ha inorgoglito. Durante la prima stagione, Jones credeva che Pete avrebbe dovuto essere più presente, ma in seguito ammise che lo spettacolo riguardava il viaggio di Clark e che gli altri personaggi sono lì per aiutare la sua storia ad andare avanti.
«Ti ho detto che non sarebbe stato difficile tacere. Ma non era vero, vivo nel terrore che il tuo segreto possa sfuggirmi.»

— Lo stress di Pete per la conoscenza del segreto di Clark è stato accennato la prima volta nell'episodio della seconda stagione Poteri extrasensoriali. Questa idea è culminata al termine della terza stagione, quando porta Pete ad abbandonare Smallville.
Jones non era il solo a desiderare una maggior presenza nella serie; gli sceneggiatori, dopo aver ricevuto delle lettere ed aver letto alcuni commenti in dei forum su Internet, decisero che Pete avrebbe scoperto il segreto di Clark nella seconda stagione. Il team creativo sperava che la conoscenza del segreto di Clark avrebbe permesso al personaggio di essere inserito in più scene e di essere maggiormente coinvolto in scene di vita quotidiana con la famiglia Kent. Alla fine, l'arco narrativo principale di Pete nella terza stagione divenne l'incapacità del personaggio di affrontare la conoscenza del segreto di Clark e il suo crescente senso di abbandono da parte di Clark, che trascorreva più tempo con Chloe, Lana e Lex. Millar spiegò che sentivano che il personaggio stesse venendo sprecato in Smallville, e questo portò alla decisione di cancellare il personaggio dalla serie con la speranza che potesse tornare in episodi futuri. Sull'abbandono di Jones vi furono dei disaccordi tra il cast e la troupe: secondo Annette O'Toole (Martha Kent), Clark avrebbe avuto bisogno di un amico nella sua vita, e sentiva che i Kent avrebbero accolto Pete dopo che i suoi genitori avrebbero lasciato Smallville. Gough non è in disaccordo sul fatto che cancellare il personaggio di Pete Ross sia stata la cosa migliore, ma crede che la sua uscita sarebbe potuta essere scritta meglio. Secondo Gough, l'addio di Pete sembrava affrettato e non capace di trasmettere l'importanza che avrebbe dovuto avere.

### Chloe Sullivan
Allison Mack interpreta una delle migliori amiche di Clark, Chloe Sullivan. Direttrice del giornale scolastico, la sua curiosità giornalistica, sempre desiderosa di "smascherare le falsità" e "conoscere la verità", provoca più volte delle tensioni con i suoi amici, specialmente quando indaga sul passato di Clark. Durante l'episodio della quarta stagione Emarginati, viene a conoscenza del segreto di Clark.

### Martha Kent
Martha Kent, la madre adottiva di Clark, è interpretata da Annette O'Toole. Martha, insieme a suo marito Jonathan, dà a Clark saggi consigli su come affrontare le sue capacità in sviluppo. Nella seconda stagione, Martha rimane incinta del suo primo figlio — nell'episodio Spore assassine della seconda stagione, l'astronave di Clark guarisce il suo corpo e le permette di avere figli, qualcosa che fisicamente non poteva fare quando ha adottato Clark — ma nel finale della seconda stagione subisce un aborto spontaneo a seguito di un incidente automobilistico. Per aiutare finanziariamente la famiglia, Martha accetta un lavoro come assistente di Lionel Luthor nella seconda stagione, ma lascia il lavoro nella stessa stagione nell'episodio Insospettabile colpevole per ragioni sconosciute. Alla fine accetta dei compiti di gestione presso la caffetteria locale, il Talon, nella quarta stagione.
Nella quinta stagione viene eletta senatrice del Kansas, e stringe una grande amicizia con Lionel Luthor. Alla fine della sesta stagione esce di scena, lasciando la cittadina di Smallville per trasferirsi a Washington e proseguire la sua carriera politica. Qui incontra il giornalista Perry White e tra i due nasce una relazione. Successivamente diventerà la Regina Rossa, acerrima nemica della Checkmate. La sua identità verrà poi scoperta da Clark nell'episodio La regina rossa della nona stagione.

### Jonathan Kent

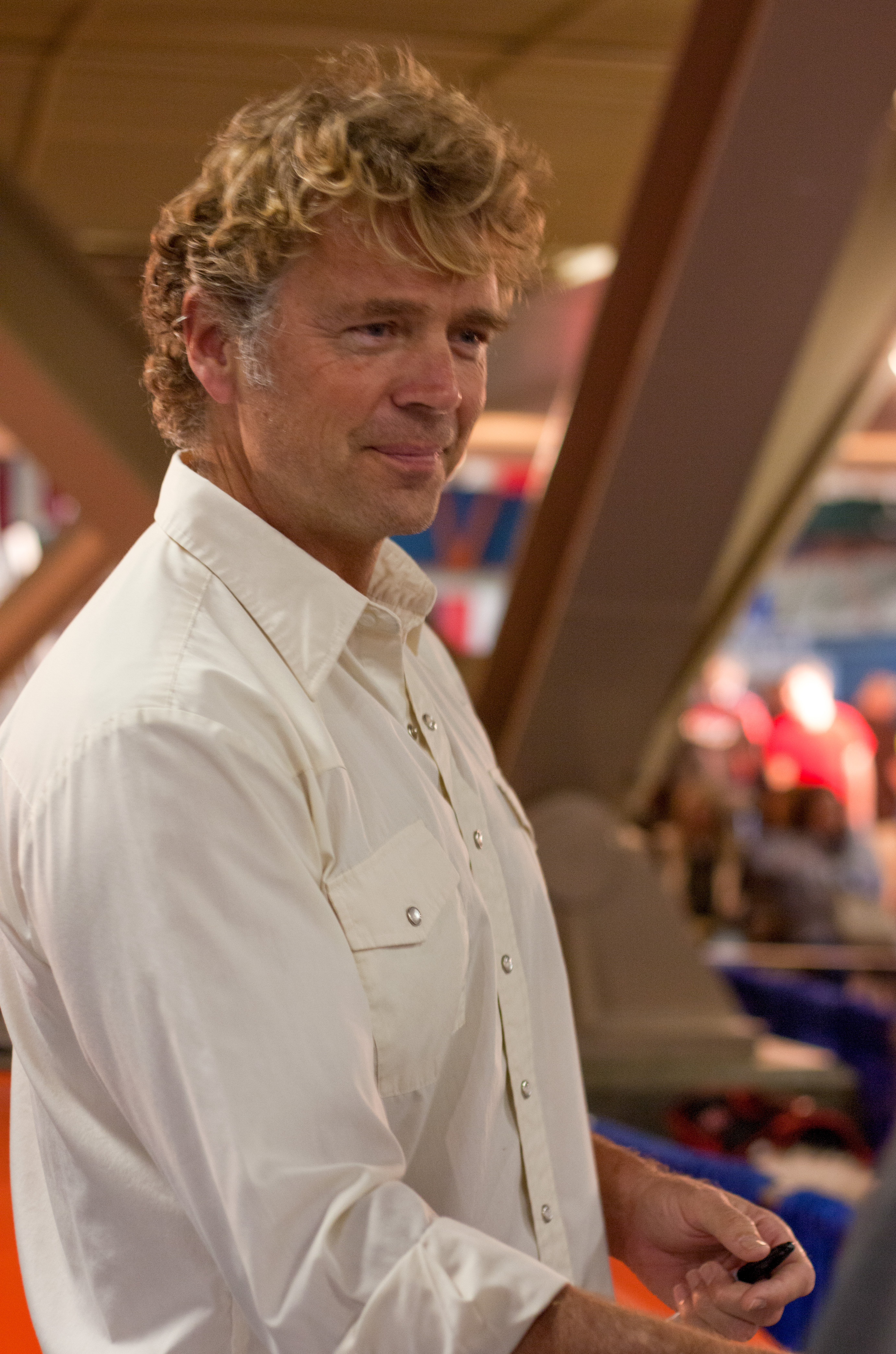
La rappresentazione di Bo Duke in Hazzard ha portato John Schneider ad ottenere il ruolo di Jonathan Kent. Schneider ha interpretato il personaggio per cinque stagioni, prima che morisse in una scena che ricorda la morte del Jonathan Kent di Glenn Ford nel film Superman di Richard Donner.

John Schneider interpreta Jonathan Kent, il marito di Martha e il padre adottivo di Clark. Per proteggere il segreto di suo figlio, tra le varie cose, Jonathan ha quasi ammazzato un giornalista che, nella première della seconda stagione, stava per esporre a tutto il mondo il segreto di Clark, e ha fatto un accordo per consentire al padre biologico di Clark, Jor-El, di portare Clark a compiere il suo destino qualora Jor-El avesse dato a Jonathan il potere di riportare Clark a casa, che era scappato credendo che i suoi genitori lo incolpassero per l'aborto spontaneo di Martha. A seguito di ciò, nell'episodio della terza stagione Visioni di morte, Jonathan ha iniziato ad avere problemi cardiaci poiché è stato intriso di tutti i poteri di Clark.  Nella quinta stagione, Jonathan decide di candidarsi contro Lex Luthor al Senato del Kasas. Nell'episodio La rivelazione, Jonathan vince il seggio al senato, ma dopo una colluttazione con Lionel Luthor, che lo minacciava di rivelare al mondo il segreto di Clark, Jonathan muore per un fatale arresto cardiaco.
Millar e Gough hanno adorato l'idea di affidare a John Schneider il ruolo di Jonathan Kent, poiché sentivano che avrebbe dato allo show un volto riconoscibile per via del suo ruolo di Bo Duke in Hazzard. Gough ha ritenuto che l'esperienza di Schneider nel interpretare Bo Duke avrebbe convinto riguardo al fatto che il personaggio sarebbe cresciuto gestendo una fattoria. Inizialmente, Schneider non era interessato, ma dopo aver letto la sceneggiatura dell'episodio pilota ha visto il potenziale per riportare la "vera genitorialità" in televisione. Schneider vedeva in particolare il suo personaggio come un modo per sostituire le figure paterne "goffe" che erano diventate prevalenti in televisione. L'attore, ha anche visto il suo personaggio come un mezzo per mantenere la serie ancorata alla realtà, in particolare assicurandosi che la routine quotidiana di Jonathan nella fattoria fosse chiaramente mostrata al pubblico.
Secondo Schneider, Jonathan sarebbe "perfettamente disposto ad andare in prigione, o peggio, per proteggere suo figlio". L'attore descrive Jonathan come incline a perdere la pazienza, cosa che Schneider vede come uno sviluppo della sua natura protettiva nei confronti della sua famiglia. Schneider crede che l'episodio della seconda stagione Insospettabile colpevole—in cui, nonostante venga arrestato, l'unica preoccupazione di Jonathan sia quella di proteggere il segreto di Clark—riassuma bene il personaggio e mostra come "la persona meno importante nella vita di Jonathan sia Jonathan". Schneider ha ammesso che occasionalmente lui e Annette O'Toole hanno dovuto "sorvegliare" il team creativo durante lo sviluppo del rapporto tra Martha, Jonathan e Clark. Secondo Schneider, ci sono momenti in cui devono assicurarsi che i personaggi non vengano portati in un posto in cui normalmente non andrebbero, in particolare dove i genitori sono inutili senza "l'innata intelligenza del [loro] adolescente".
Tom Welling ritiene che l'accordo fatto da Jonathan con Jor-El all'inizio della terza stagione abbia fatto capire al primo che non sarà sempre presente per proteggere Clark. Welling crede che siano le ripercussioni di quell'accordo che permettono a Jonathan di dare a Clark più libertà nelle scelte che fa durante la terza stagione: Jonathan, infatti, si rende conto che deve aiutare Clark a trovare fiducia nella sua capacità di sopravvivere da solo, in modo che un giorno possa andarsene di casa. Una scena che Schneider ricorda in particolare è nell'episodio Partenze alla fine della terza stagione: qui, Jonathan ammette di non fidarsi più del proprio istinto e di permettere a Clark di fare affidamento sul suo. Questa "ammissione di fallibilità", ma al contempo fede nella capacità del figlio di fare le scelte giuste, viene vista da Schneider come uno sviluppo della dinamica familiare.
Nella terza stagione, Jonathan deve affrontare i suoi emergenti problemi cardiaci. Per Schneider, i "trattamenti" e le "cure" a cui è stato sottoposto il suo personaggio sono stati in realtà inutili, in quanto, secondo l'attore, alla fine di Visioni di morte più che un vero attacco di cuore, i problemi cardiaci di Jonathan sarebbero stati causati da Jor-El che cercava di ottenere la sua attenzione. La presenza di problemi cardiaci non è una novità per il personaggio, che erano invece presenti anche in alcune precedenti iterazioni, come l'incarnazione del personaggio di Glenn Ford in Superman di Richard Donner, o come nei fumetti. A differenza di quelle versioni, però, in Smallville le sue condizioni cardiache sono legato a un accordo che fa con Jor-El. Schneider considera la morte del suo personaggio come una "morte responsabilizzante", paragonandola al personaggio di Wil Andersen interpretato da John Wayne in I cowboys.

### Lionel Luthor
John Glover interpreta Lionel Luthor, il padre di Lex. Lionel invia inizialmente suo figlio a Smallville per gestire l'impianto di fertilizzanti locale, come test. Quando Lex riesce a far fare un profitto all'impresa per la prima volta in anni, Lionel chiude completamente l'impianto e incolpa Lex delle sue scarse capacità di gestione. Durante il proseguire della serie, Lionel diventa interessato alle caverne Kawatche, che hanno simboli kryptoniani dipinti sui loro muri; i suoi interessi si estendono anche ai segreti che Clark custodisce. Dopo essere stato posseduto da Jor-El nell'episodio Minaccia atomica della quinta stagione, Lionel inizia ad aiutare Clark a mantenere il suo segreto nascosto da Lex. Nella settima stagione, Lionel viene ucciso da Lex dopo che egli si rende conto che il padre ha nascosto la verità su un visitatore alieno arrivato sulla Terra.

### Jason Teague

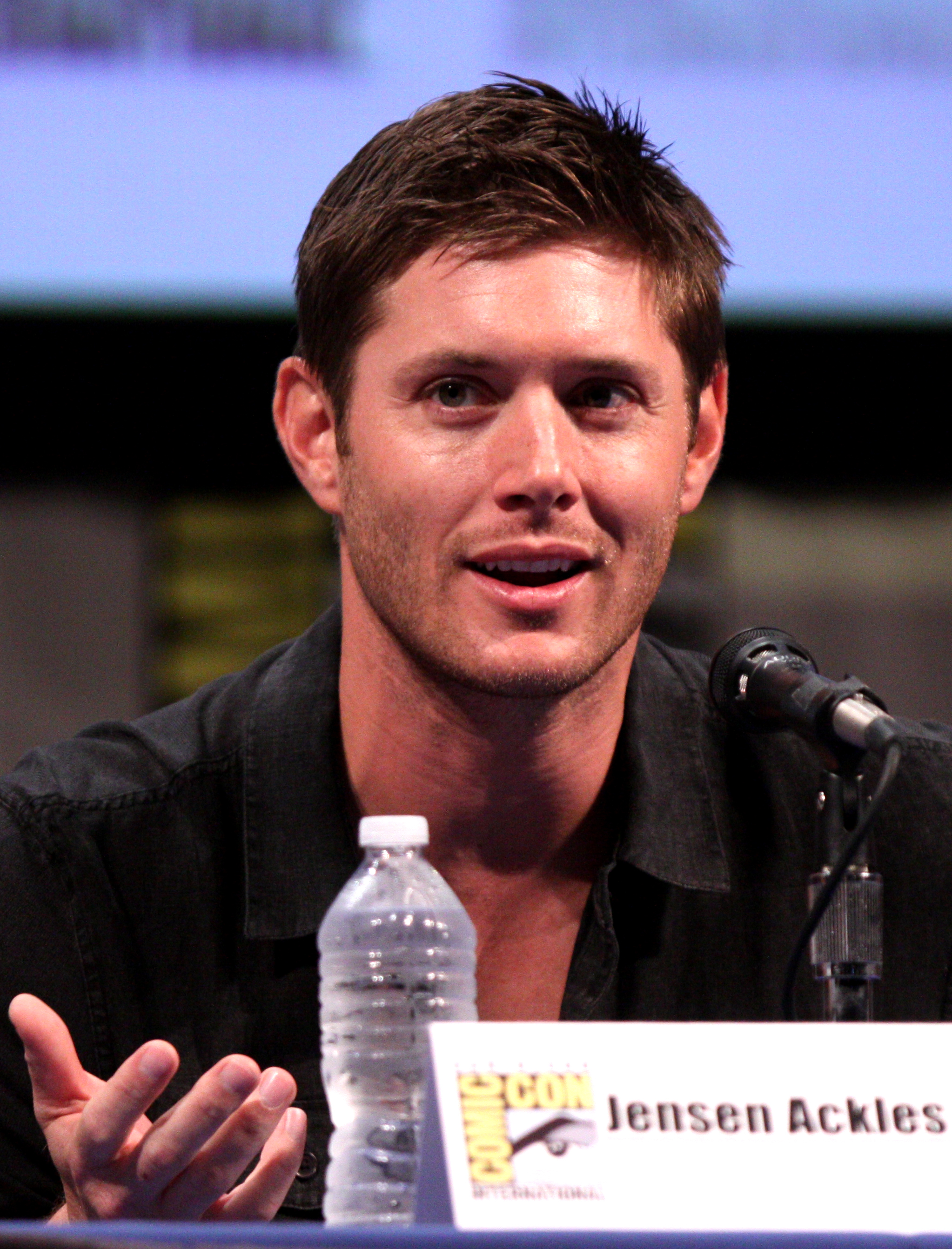
Jensen Ackles, l'interprete di Jason Teague nello show, al Comic-Con del 2011.

Jensen Ackles interpreta Jason Teague, l'interesse sentimentale di Lana nel corso della quarta stagione. I due si incontrano a Parigi, durante il periodo di studio di Lana all'estero. Quando lei lascia inaspettatamente la città nell'episodio della quarta stagione Scomparsa, Jason la segue a Smallville e ottiene lavoro come assistente coach della squadra di football della scuola. Nell'episodio Da un corpo all'altro, Jason viene licenziato dalla scuola dopo che la sua relazione con Lana viene alla luce. Verso la fine della quarta stagione, viene rivelato che ha lavorato con sua madre Genevieve (Jane Seymour) per trovare le tre pietre della conoscenza, tre pietre kryptoniane che, una volte unite, formano un unico cristallo che crea la Fortezza della solitudine di Clark. I Teague rapiscono Lex e Lionel nel tentativo di scoprire la posizione di una delle pietre nell'episodio Per sempre, facendo confessare a Lionel che una delle pietre è in possesso di Lana. Nel finale della quarta stagione, Genevieve affronta Lana finendo per morire nello scontro. Jason, che crede che dietro il segreto delle pietre si celi Clark, va alla fattoria dei Kent, prendendo Jonathan e Martha in ostaggio. Durante una seconda pioggia di meteoriti, una delle meteore finisce per colpirlo alla casa dei Kent, finendo per ammazzarlo.
La creazione di Jason Teague è stata ordinata dalla rete, che voleva che Lana avesse un nuovo fidanzato, uno che fosse "diverso da Clark". Gough e Millar erano preoccupati della cosa poiché stavano già introducendo Lois Lane nella serie e introdurre due nuovi personaggi nella serie sarebbe stato difficile. I due hanno pensato a come si fosse interrotta la relazione tra Clark e Lana alla fine della terza stagione, rendendosi conto che Clark aveva voltato le spalle a Lana. Gough e Millar iniziarono ad apprezzare l'idea di introdurre un nuovo personaggio, in modo da creare un nuovo triangolo amoroso; alla fine lo hanno legato alla trama più ampia che coinvolge le tre pietre kryptoniane della conoscenza.
Secondo lo sceneggiatore Brian Peterson, dove Clark porta "angoscia" e "profondità" nella sua relazione con Lana, Jason è progettato per portare "gioia", "leggerezza" e "divertimento". Riguardo alla relazione di Jason con Lana, Ackles crede che il personaggio amasse davvero Lana, poiché vedeva in lei un'innocenza che non aveva potuto sperimentare crescendo nell'alta società; Jason è cresciuto dovendo mettere in discussione le azioni di sua madre, mentre con Lana ha avuto l'opportunità di vivere una relazione onesta. Ackles è stata la prima scelta di Gough e Millar per il ruolo Jason Teague, in quanto l'attore si era classificato secondo per il ruolo di Clark Kent durante il casting per il pilota della serie. Il contratto di Ackles prevedeva la sua presenza anche nella quinta stagione, ma il suo personaggio è stato cancellato dallo show nel finale della quarta: secondo Ackles, ciò fu dovuto al suo coinvolgimento nell'allora serie in uscita della WB Supernatural. Gough però sostenne che Supernatural non avesse alterato nessuno dei loro piani e che la presenza di Jason Teague era prevista essere per una sola stagione.

### Lois Lane
Erica Durance fa la sua prima comparsa nella quarta stagione nei panni di Lois Lane, la cugina di Chloe. Lois arriva a Smallville per investigare sulla presunta morte di Chloe, alloggiando dai Kent durante la sua permanenza in città. Nell'episodio Fanatismo della quinta stagione, Lois accetta il lavoro di capo dello staff di Jonathan quando si candida al senato dello stato; è impegnata in questo ruolo fino alla morte di Jonathan, al quale succederà Martha alla carica. Dopo aver avuto qualche riserva, Lois decide di intraprendere una carriera da giornalista e accetta un lavoro presso il The Inquisitor, un giornale scandalistico. Questo alla fine le fa ottenere un posto al Daily Planet.

### Jimmy Olsen
Jimmy Olsen (interpretato da Aaron Ashmore) è un giovane fotografo che lavora per il Daily Planet con Chloe. Appare per la prima volta nell'episodio iniziale della sesta stagione. Diventa, con qualche diffidenza, un amico di Clark Kent e si fidanza con Chloe Sullivan. Nella settima stagione lavora ancora come fotografo free-lance per il Daily Planet e la sua storia d'amore con Chloe si complica con l'arrivo a Smallville di Kara, per la quale Jimmy prova una forte attrazione ricambiata. Alla fine della settima serie, chiederà di sposarlo a Chloe, che accetta. I due si sposeranno, ma a metà dell'ottava serie lascerà Chloe perché quest'ultima non gli crederà quando inizierà ad accusare giustamente Davis Bloome di omicidio. È il primo ad interessarsi al misterioso eroe rossoblu, a cui riuscirà a scattare una foto in una circostanza fortunata, sfocata a causa della supervelocità, ma ugualmente pubblicata sul Daily Planet. Nell'ottava stagione diventa assistente di Oliver e nell'episodio finale viene ucciso da Davis Bloome. Inizierà a lavorare con Lois Lane. Ad ogni modo, esso non era lo stesso Jimmy Olsen dei fumetti ma il fratello maggiore. Il vero Jimmy Olsen ha una decina di anni in meno e appare per la prima volta in Smallville ai funerali del fratello; Chloe gli regalerà la macchina fotografica che usava suo fratello maggiore, Henry James Olsen, facendo intendere che il ragazzino è destinato a seguire le sue orme.
Nell'ultimo episodio si vede nell'ultima scena il Jimmy Olsen dei fumetti (sempre ointerpretato da Ashmore) lavorare al Planet insieme a Clark e Lois.

### Kara

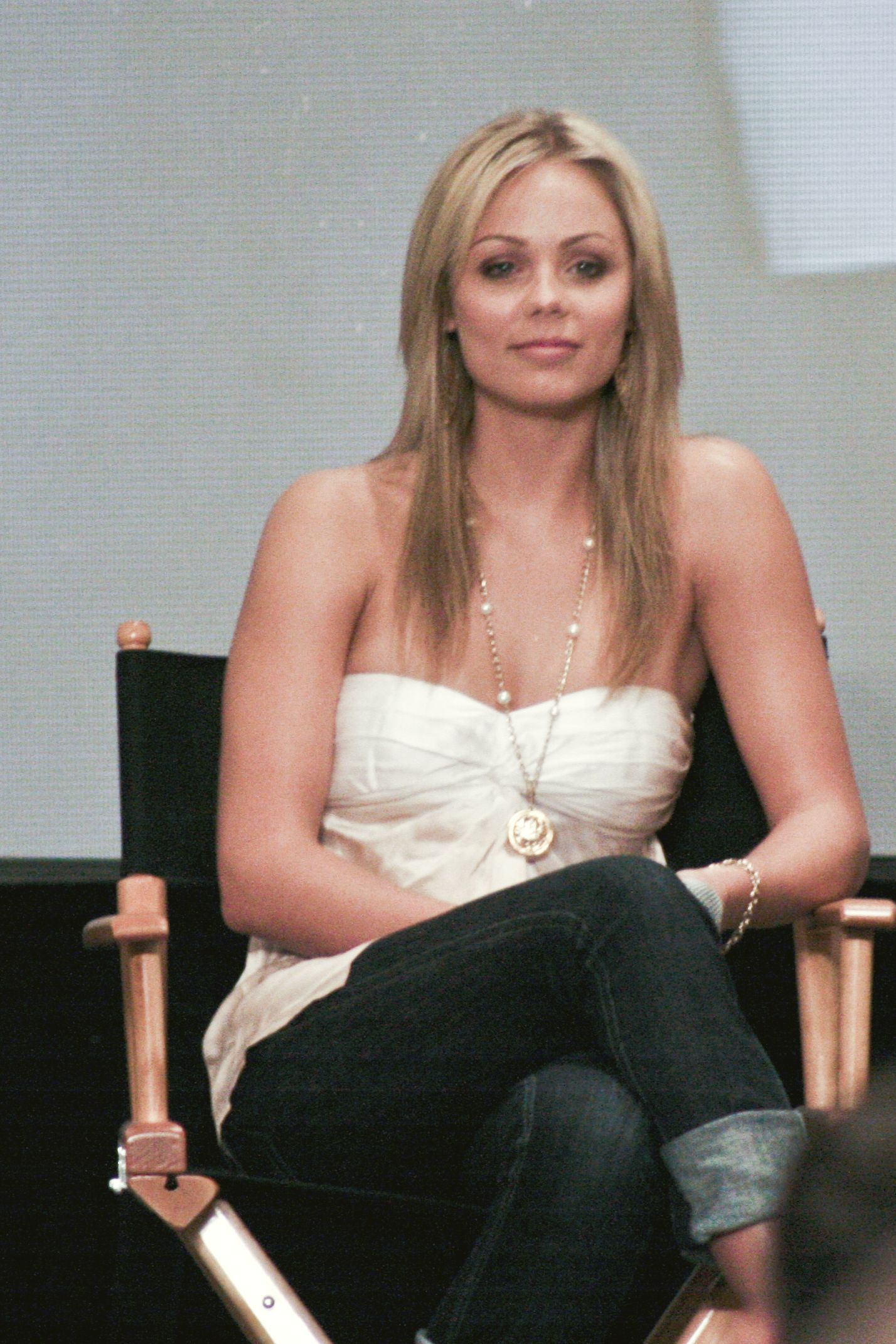
Laura Vandervoort è entrata nel cast di Smallville nella settima stagione nei panni di Kara, la cugina biologica di Clark, ma ha abbandonato la serie nel finale di stagione.

Laura Vandervoort nella settima stagione interpreta Kara, la cugina kryptoniana di Clark. Arrivò sulla Terra insieme a suo cugino, con la missione di proteggerlo, ma rimase sospesa nel tempo per diciotto anni. Nella première della settima stagione, Kara viene liberata dalla sua navicella e salva Lex dall'annegamento. Dopo aver visto brevemente Kara volare, Lex si dà alla ricerca ossessiva dell'"angelo" che gli ha salvato la vita. Nell'episodio La ragazza di Krypton, Kara riesce a ritrovare Clark, che la informa sulla distruzione di Krypton e del suo popolo. Clark insegna a sua cugina come controllare le sue abilità e allo stesso tempo a integrarsi nella società mentre costruisce una relazione familiare con lei. Nell'episodio La fondazione Isis, Kara viene catturata dal Dipartimento di Sicurezza Interna e torturata, dove rivive uno dei suoi primi ricordi in cui visita la Terra con la madre di Clark, Lara. Qui capisce che le sue percezioni sul padre erano erronee e che egli era malvagio proprio come lo dipingeva Clark. Quando nell'episodio L'anello blu un clone di suo padre, Zor-El, viene inconsapevolmente liberato da Clark nel tentativo di ricreare un clone della sua madre biologica, Kara collabora col cugino per affrontare suo padre. Quando Zor-El viene sconfitto al termine della battaglia, Kara scompare dalla Fortezza della solitudine, risvegliandosi a Detroit, dove ha un'amnesia e perde l'uso delle sue capacità.
Nell'episodio Viaggio nella mente, Kara viene scoperta e portata a casa da Lex, che vuole sfruttare la sua amnesia a suo vantaggio, con l'intento di scoprire la verità su Clark. In Il viaggiatore, Chloe convince Jor-El a restituire la memoria e i poteri di Kara prima che Lex possa scoprire il segreto di lei e di Clark. Dopo che Lana viene messa in uno stato catatonico da Brainiac nell'episodio Il segreto delle chiavi, Kara accetta di collaborare con lui nella speranza che non uccida Lana. In Apocalisse, Kara viene portata indietro nel tempo a Krypton, appena prima della sua esplosione, in modo che Brainiac possa uccidere il neonato Clark. Con l'aiuto di Jor-El, Clark riesce ad arrivare su Krypton e fermare Brainiac. All'insaputa di Clark, Brainiac sopravvive al combattimento su Krypton, e riesce a rinchiudere Kara nella Zona fantasma assumendo nel mentre la sua identità sulla Terra. Nell'episodio dell'ottava stagione Stirpe, Clark viene trasportato nella Zona fantasma, dove trova Kara. I due riescono ad evadere e Kara lascia la Terra per cercare Kandor, una città che si dice contenga cittadini sopravvissuti di Krypton.
Vandervoort non ritorna come membro del cast regolare per l'ottava stagione, ma ritorna come guest star nell'episodio Stirpe e negli episodi della decima stagione Supergirl e La profezia.

### Tess Mercer
Tess Mercer (interpretata da Cassidy Freeman), per volere di Lex Luthor, che l'ha nominata nel suo testamento, diventa l'amministratrice delegata della Luthor Corporation nonché custode della tenuta dei Luthor. Il suo obiettivo è quello di ritrovare Lex, che sembra scomparso nel nulla. Si scoprirà successivamente che il suo passato è intrecciato con quello di Oliver Queen.
Dopo aver smantellato l'ultima sede del progetto 33.1, segretamente sta formando un gruppo di supermutanti con l'obiettivo di trovare Doomsday per fare in modo che possa essere ucciso da Clark avverando la profezia. Ma fallirà perché Clark riuscirà a separare Davis da Doomsday. All'arrivo di Zod si schiera subito dalla sua parte, dicendo di farlo per il bene della Terra. Inizia anche una relazione con Zod, il quale quando scoprirà i suoi piani le brucerà metà del viso.
Nella decima stagione durante la puntata "abbandonata" si scoprirà che Tess in realtà si chiama Lutessa Luthor. Muore nella decima stagione per mano di Lex Luthor tornato attraverso un processo di clonazione durato 2 anni.

### Davis Bloome

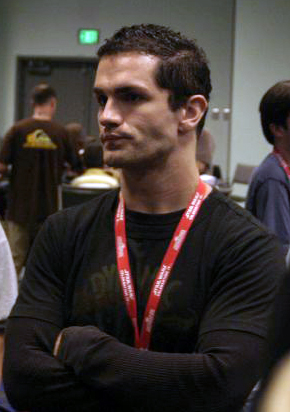
Sam Witwer interpreta Davis Bloome durante l'ottava stagione; Davis Bloome è l'alter ego umano della creatura Doomsday.

Nell'ottava stagione Sam Witwer interpreta Davis Bloome, un paramedico del Metropolis General Hospital. Appare per la prima volta nell'episodio Furia esplosiva, dove assiste Chloe nell'aiutare una persona ferita dopo la presunta esplosione di una bomba. Nell'episodio Delirio, quando Oliver viene avvelenato e rifiuta di essere portato in ospedale, Chloe chiede il suo aiuto. In L'ombra che uccide, dopo aver trovato Davis privo di sensi in una scena del delitto, Clark inizia a sospettare che possa essere un serial killer, dubbio che si rafforza quando scopre che Davis è solitamente il primo paramedico ad arrivare su scene simili. Davis stesso inizia a sospettare la stessa cosa quando inizia a non riuscire a ricordare grandi lassi di tempo ritrovandosi poi coperto di sangue, ma senza ferite sul proprio corpo. Davis apprende da Faora, moglie del generale Zod, di essere stato creato geneticamente dopo che i due appresero di non poter avere figli. Il suo corpo è stato creato in modo da adattarsi a qualsiasi tipo di danno e il suo scopo è quello di essere il distruttore della Terra. In Abisso, Davis confessa il suo amore a Chloe, credendo che il suo matrimonio con Jimmy sia un errore; di conseguenza gli chiede di smettere di vederla. Il giorno del matrimonio di Chloe, nell'episodio Il matrimonio, Davis si trasforma nel gigantesco mostro chiamato Doomsday, e si reca a Smallville dove ferisce Jimmy e rapisce Chloe. Nell'episodio Diffamazione, Davis scopre che uccidendo può impedire a Doomsday di emergere, scegliendo i criminali come sue vittime. Successivamente, in Turbolenza, apprende che anche la presenza di Chloe è in grado di tenere a freno la sua trasformazione; in La bestia quindi, Davis e Chloe lasciano insieme la città in modo da impedire che Davis possa trasformarsi in Doomsday. Nel finale dell'ottava stagione, Chloe usa la kryptonite nera per separare Davis da Doomsday, ma quando Davis scopre che Chloe non lo ama, trafigge Jimmy con un tubo. Prima che Davis possa attaccare Chloe, Jimmy lo spinge contro un'asta di metallo, uccidendo Davis poco prima di esalare l'ultimo respiro.
Davis è la rappresentazione creata per Smallville del personaggio dei fumetti Doomsday, l'unico che è riuscito a uccidere Superman. In Smallville, Doomsday è rappresentato come un "bravo ragazzo" che fa il paramedico, cresciuto trasferendosi da casa adottiva in casa adottiva. La sua trama è considerata "molto oscura" in quanto il personaggio scopre orribili verità su sé stesso man mano che l'ottava stagione va avanti. Brian Peterson spiegò come lui, e il resto dei nuovi produttori esecutivi, cercarono di trasporre un nemico "grande come Lex", con l'abbandono di Michael Rosenbaum alla fine della settima stagione, e Doomsday venne ritenuto all'altezza del compito. Sebbene Witwer interpreti Davis Bloome, che diventa la creatura nota come Doomsday, in realtà non indossa la tuta protesica che è stata creata per quando Davis si trasforma nella sua mostruosa controparte. Invece, per interpretare la forma di "Doomsday", venne scelta la controfigura Dario Delacio, alto 2,03 m.

### Oliver Queen
Justin Hartley interpreta Oliver Queen, un miliardario che ha lasciato Star City per vivere a Metropolis. Mentre si trova a Metropolis, Oliver si traveste di notte da vigilante in costume, chiamato "Freccia Verde" (Green Arrow) da Lois. In seguito ha formato la Justice League. Oliver lascia Metropolis nella sesta stagione, dopo aver distrutto una delle strutture segrete 33.1 di Lex, dove quest'ultimo fa esperimenti su individui infetti da meteoriti contro la loro volontà, ma ritorna nell'ottava stagione dove lui e gli altri membri della Justice League cercano Clark, dopo che quest'ultimo scompare quando la sua Fortezza della solitudine viene distrutta. Hartley è stato un ospite ricorrente nella sesta e settima stagione, ma è diventato un personaggio regolare nell'ottava.

### Zod
Zod appare nella quinta e nella sesta stagione; Zod fu imprigionato nella Dimensione fantasma per aver commesso dei crimini che hanno causato la distruzione di Krypton. Consumato nel corpo, prende possesso temporaneamente del corpo di Lex Luthor con il quale tenta di conquistare la Terra, ma viene rigettato nella Dimensione fantasma da Clark. Il personaggio ritorna nella nona stagione (interpretato da Callum Blue). Questa versione è differente dalla precedente, non ha il grado di generale bensì di maggiore ed è molto più giovane. Questo perché è un clone di quello originale, frutto di un esperimento di Jor-El fatto vent'anni prima della distruzione di Krypton con il sangue dei più valorosi soldati di Kandor. Jor-El, per prevenire la minaccia che avrebbero rappresentato i superpoteri che avrebbero avuto sulla Terra, ha corrotto con la kryptonite blu (che toglie i poteri dei kryptoniani sotto il sole giallo) la sfera all'interno della quale erano presenti i campioni di sangue che avrebbero poi generato i cloni. L'obiettivo di Zod è quindi quello di riottenere i superpoteri per instaurare un dominio. Per questo motivo decide di supportare Tess Mercer nella costruzione di una struttura ad energia solare che permetterebbe ai kandoriani di riappropriarsi dei loro poteri. Clark, che attraverso i ricordi di Lois ha visto un futuro in cui la sua opposizione a Zod ha causato l'avvento di una tirannia kryptoniana, decide allora di tentare un approccio amichevole. Ma quando riacquista i poteri (grazie a Clark, che lo resuscita con il proprio sangue) schiera l'esercito kandoriano contro Clark. Il quale alla fine riesce a spedirlo a "casa" tramite il libro di Rao. Nella decima stagione Clark e Oliver incontrano nuovamente Zod nella Dimensione fantasma.

## Personaggi ricorrenti
Di seguito è riportato un elenco dei personaggi ricorrenti nella serie, elencati in ordine di apparizione. A differenza di molti dei personaggi principali, gli archi narrativi dei personaggi ricorrenti vengono spesso affrontati nel corso di una singola stagione.

### Sceriffo Ethan
Lo sceriffo Ethan è interpretato da Mitchell Kosterman in diciassette episodi della prima e della seconda stagione. Kosterman ha interpretato Ethan per la prima volta in L'esperimento, originariamente previsto come terzo episodio della prima stagione, ma diventato poi l'ottavo. L'episodio della prima stagione L'ingenuità di Clark ha introdotto il rapporto di amicizia di lunga durata tra lo sceriffo e Jonathan, ed è stato in quel momento che Kosterman si è sentito come se fosse più di un semplice elemento di contorno della serie. Questa trama viene ripresa nell'episodio della seconda stagione Insospettabile colpevole, quando Ethan incastra Jonathan per il tentato omicidio di Lionel Luthor. Il piano di Ethan viene scoperto da Clark e Pete, e lo sceriffo viene arrestato.
Kosterman, che aveva già interpretato dei funzionari delle forze dell'ordine, inizialmente rifiutò il ruolo. Tuttavia dopo essere stato informato dal suo agente che avrebbe avuto un ruolo da personaggio ricorrente e che i produttori erano disposti a pagarlo più di quanto avesse guadagnato in qualsiasi show precedente, Kosterman decise di accettare l'incarico. Per i produttori esecutivi Mark Verheiden e Greg Beeman, fare di Ethan il cattivo in Insospettabile colpevole è stato il "depistaggio definitivo" per il pubblico. Lo sceriffo Ethan originariamente avrebbe preso in ostaggio un'infermiera, ma il finale è stato riscritto per lasciare Ethan come un personaggio più comprensivo. Mitchell preferisce il finale che è stato girato, poiché non riusciva a vedere alcun motivo per cui il suo personaggio sarebbe diventato improvvisamente malvagio. L'attore crede che il suo personaggio rientri nell'insieme di "brave persone spinte a fare la cosa sbagliata da persone cattive come Lionel Luthor".

### Dr. Helen Bryce
La dottoressa Helen Bryce, interpretata da Emmanuelle Vaugier in nove episodi tra la seconda e la terza stagione, è una dottoressa di Smallville che appare per la prima volta in un corso di gestione della rabbia frequentato da Lex a partire dall'episodio della seconda stagione Il segreto di Ian. Con Lex inizia una relazione romantica che porta ad un loro fidanzamento nell'episodio Precipizio. La sua relazione preoccupa Jonathan quando Helen, dopo aver prelevato un campione di sangue da Clark mentre questo era stato infettato dalla kryptonite, scopre che Clark non è umano nell'episodio Spore assassine. Helen promette a Jonathan che avrebbe mantenuto il segreto di Clark, ciononostante non distrugge la fiala col suo sangue. Di conseguenza, il sangue viene rubato dal suo ufficio nell'episodio Profezia, nonostante su di essa non ci fosse scritto il nome di Clark. Lex confessa di aver rubato la fiala di sangue, causando una rottura nella coppia. Helen ritorna nel finale della seconda stagione, dove, dopo aver perdonato Lex, si sposa con lui. Durante il viaggio per la loro luna di miele, Helen droga Lex, lasciandolo morire nel suo jet della LuthorCorp. Quando Lex ritorna nell'episodio della terza stagione Inganni e segreti, orchestra il suo piano di vendetta che porta alla scomparsa di Helen mentre i due vanno per la loro seconda luna di miele.
Al diciannovesimo episodio della seconda stagione, gli sceneggiatori avevano già deciso il destino di Helen. Originariamente, il personaggio sarebbe morto durante la sua prima notte di nozze, ma il team creativo ha ritenuto di poterla utilizzare di più per espandere la mitologia. Gough spiegò infatti che l'idea che Helen avesse ancora il sangue di Clark, conoscesse il suo segreto e che avesse nel frattempo una relazione con Lex era troppo bella per essere cancellata. Il team creativo tenne segrete a Vaugier le vere motivazioni di Helen, cosa che l'attrice apprezzò in quanto le permise di interpretare il personaggio come se avesse mai avuto secondi fini.

### Dr. Virgil Swann

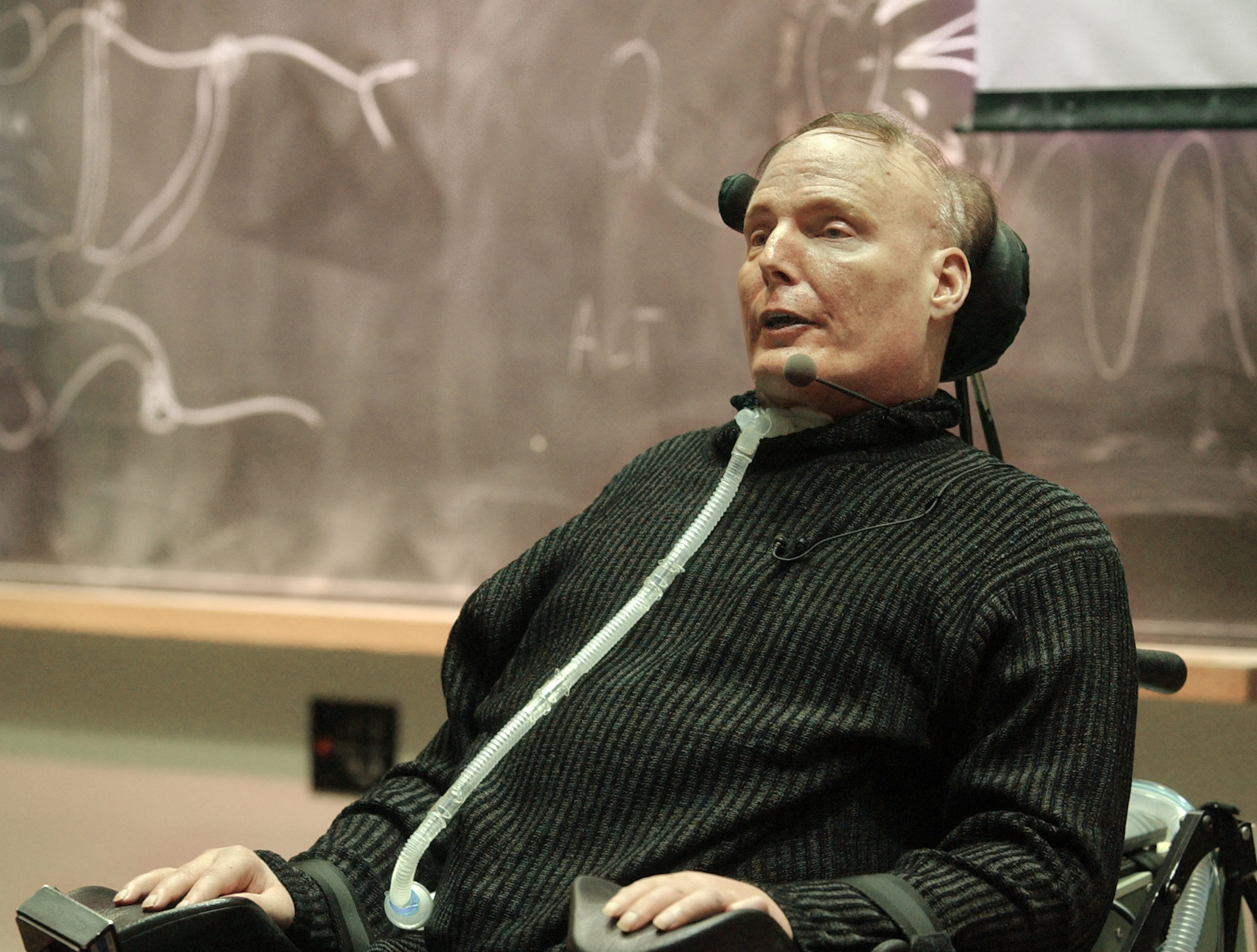
Durante le riprese delle sue scene, Reeve dava al regista suggerimenti su come girare senza mostrare la sua sedia a rotelle, in modo che non sarebbe stato così ovvio per il pubblico che era paralizzato.

Christopher Reeve appare due volte nei panni di Virgil Swann, uno scienziato in grado di tradurre la lingua kryptoniana. Swann incontra Clark per la prima volta nell'episodio della seconda stagione La stele di Rosetta, dove spiega che il suo team di scienziati ha intercettato un messaggio dallo spazio ed è stato in grado di tradurlo sulla base di una chiave matematica che ha accompagnato la trasmissione. Swann informa Clark che il suo nome di nascita è Kal-El e che proviene da un pianeta chiamato Krypton, distrutto subito dopo essere stato inviato sulla Terra. Quando Lionel inizia a mettere insieme il linguaggio alieno sulle pareti della caverna Kawatche e la presenza costante di Clark nelle stesse, cerca Swann per avere delle risposte nell'episodio della terza stagione L'eredità. Swann, sebbene neghi di saper leggere i simboli nelle caverne, accetta di aiutare Lionel quando capisce che quest'ultimo era vicino alla morte; come Swann aiuti Lionel, tuttavia, non è chiaro. Nell'episodio della quarta stagione L'ultima lettera, viene rivelato che Swann è morto, ma non prima di aver inviato a Clark il disco ottagonale della sua navicella spaziale, scomparso dopo l'episodio L'eredità.
Gough e Millar hanno sempre avuto intenzione di introdurre Christopher Reeve nella serie. Quando scoprirono che Reeve guardava con piacere Smallville, Gough e Millar decisero che gli avrebbero dato un ruolo nella seconda stagione. Avevano già creato un personaggio, il dottor Virgil Swann, che avrebbe rivelato la verità su Krypton a Clark, e decisero che Reeve sarebbe stato perfetto per la parte. Per gli showrunner, sarebbe stato "naturale" per Reeve essere colui che avrebbe istruito Clark sul suo passato, aiutandolo anche a vedere il suo futuro. Gough descrive la scena tra Clark e il dottor Swann come un "passaggio di testimone" per la serie. Gough e Millar spiegarono così l'importanza del personaggio: «Il dottor Swann ha fornito le prime allettanti risposte alla ricerca che affliggeva Clark per tutta la sua giovane vita. "Da dove vengo?", "Cosa è successo ai miei genitori?", "Sono veramente solo?'"». Il team creativo volò a New York per filmare le scene di Reeve poiché era su una sedia a rotelle e necessitava di ulteriore assistenza durante il viaggio. Sebbene James Marshall abbia diretto l'episodio, per le scene di Reeve a New York la troupe di Smallville inviò Greg Beeman come regista sostitutivo. Gough, Welling e Mat Beck viaggiarono insieme a Beeman a New York, dove John Wells, che in precedenza diede in prestito il suo ufficio della Casa Bianca da West Wing - Tutti gli uomini del Presidente alla troupe di Smallville per l'episodio della prima stagione Il futuro, permise al team di usare gli uffici di produzione di Squadra emergenza per le scene di Reeve.
«Ho pensato che sarebbe stato divertente; è un sollievo molto gradito dalla politica e dalla ricerca medica. Scontrarsi con i politici e l'intero establishment in termini di avanzamento della ricerca medica è un lavoro molto difficile, che richiede tempo ed energia, e questo è un cambio di passo molto gradito.»

— Reeve durante le riprese
Inizialmente c'era preoccupazione circa la resistenza di Reeve nel girare le scene, poiché la sua prima scena con Welling era lunga sei pagine, corrispondenti a circa dodici ore di lavoro. Beeman ha cercato di progettare il tutto in modo che fosse il più semplice possibile, ma la scena venne rapidamente riadattata da Reeve. Nella scena originale, Welling dopo essere entrato nell'inquadratura si sarebbe messo di fronte a Reeve, facendo una singola azione dietro di lui. Reeve disse a Beeman che la scena aveva bisogno di una maggiore dinamica tra i personaggi, e, se Welling avesse fatto una sola azione, la dinamica sarebbe andata perduta. Reeve aggiunse: «Quando Tom si muoverà intorno a me nasconderà il fatto che non sono in grado di muovermi». La paura di Beeman di mettere alla prova la resistenza di Reeve, a causa delle riprese aggiuntive alla scena, si è dissipata quando lo stesso Reeve affermò che non importava quanto tempo ci voleva per finire la scena, purché essa risultasse eccezionale. Reeve stava dirigendo Yankee Irving quando stavano per iniziare le riprese dell'episodio di apertura della quarta stagione di Smallville. Per questo motivo, Reeve non poté riprendere il suo ruolo di Dr. Swann come originariamente previsto.

### Sceriffo Nancy Adams
Camille Mitchell interpreta lo sceriffo Nancy Adams in ventidue episodi di Smallville, nel corso di quattro stagioni. Lo sceriffo Adams fa la sua prima apparizione nell'episodio della seconda stagione Precipizio, quando arresta Clark per aver litigato con un cliente della caffetteria Talon. Nell'episodio della quinta stagione In ostaggio, Adams viene uccisa da due agenti di polizia in cerca della nave aliena atterrata durante la seconda pioggia di meteoriti. Mitchell fa un'apparizione come guest star nei panni di Nancy Adams nell'episodio settima stagione Apocalisse. In questo episodio, Clark viene portato in una realtà alternativa in cui Adams, un'agente del Dipartimento della sicurezza interna, sta fornendo a Lois delle informazioni riservate sulle operazioni del presidente Lex Luthor.
Camille Mitchell tenne un provino per il ruolo della madre di Byron nell'episodio della seconda stagione Il poeta notturno; Greg Beeman si ricordò dell'audizione e invitò l'attrice a parlare per il ruolo dello sceriffo Adams. Mitchell svolse alcune ricerche per il ruolo, parlando con agenti donne delle forze dell'ordine per capire il modo in cui valutano le situazioni. Mitchell percepisce il suo personaggio come uno "sceriffo con i piedi per terra" che porta con sé un "buon senso da contadino". L'attrice crede che un personaggio come Nancy Adams si presti al realismo che lo spettacolo cerca di ritrarre all'interno del suo ambiente da fumetto. Gough descrive il personaggio come «un incrocio tra Holly Hunter e lo sceriffo in Fargo».

### Jor-El
Terence Stamp ha doppiato lo spirito disincarnato di Jor-El, il padre biologico di Clark, in diciannove episodi dalla seconda alla nona stagione. Jor-El appare per la prima volta a Clark come una voce proveniente dall'astronave che ha portato Clark sulla Terra, informandolo che avrebbe dovuto lasciare Smallville e compiere il suo destino. Nell'episodio L'eterno ritorno della terza stagione, viene svelato che Jor-El arrivò a Smallvile a causa di un "rito di passaggio" del suo stesso padre. Clark deduce che Jor-El ha scelto la famiglia Kent come famiglia adottiva del figlio dopo aver avuto un'esperienza positiva con il padre di Jonathan. Nel finale della terza stagione, Jor-El inganna Clark portandolo a lasciare Smallville.
Quando Clark viene ucciso nel suo corpo mortale nell'episodio Minaccia atomica della quinta stagione, Jor-El lo riporta in vita con i suoi poteri;

### Adam Knight
Adam Knight, interpretato da Ian Somerhalder, appare in sei episodi della terza stagione. Adam viene visto per la prima volta nell'episodio Follia come un paziente dello Smallville Medical Center: qui aiuta Lana durante il suo percorso di fisioterapia dopo che quest'ultima è stata calpestata da un cavallo. I due instaurano un rapporto di amicizia, che inizia a svilupparsi nell'episodio Messaggi assassini quando Lana offre ad Adam l'affitto dell'appartamento sopra la caffetteria. In Visioni di morte, le azioni di Adam, in particolare l'iniezione di una non identificata droga, iniziano a destare sospetti in Lana e nei suoi amici. Viene rivelato che Adam è morto per una rara malattia del fegato e che è stato resuscitato a seguito dell'iniezione di un farmaco somministratogli dalla LuthorCorp, che è l'unica cosa in grado di tenerlo in vita. Lana scopre che Adam ha tenuto traccia di tutte le sue azioni, così come di quelle di Clark, e cerca quindi, fallendo, di sfrattarlo. Lana chiede aiuto a Lex per sbarazzarsi di Adam, ma lui scompare prima che Lex possa trovarlo. In Ossessione, Lex rintraccia Adam in un laboratorio della LuthorCorp gestito dalla dottoressa Teng, che ha tenuto in vita Adam contro il volere di Lionel Luthor, il quale aveva interrotto le somministrazioni del farmaco dopo il fallimento di Knight nel recupero di informazioni su Clark. Adam tuttavia scappa dal laboratorio nell'episodio La crisi, uccidendo la dottoressa Teng e il resto dei tecnici del laboratorio. Quindi, rapisce e tenta di uccidere Lana, ma Clark arriva in tempo per fermarlo. Senza il suo siero, il corpo di Adam si deteriora rapidamente, portandolo infine alla morte.
A seguito dell'introduzione di Adam Knight, nacquero su Internet delle teorie atte a proporlo come l'interpretazione di Smallville di Bruce Wayne, leggendo il suo nome come una combinazione di quello di Adam West, uno degli attori che ha dato il volto a Bruce Wayne / Batman, e di uno dei soprannomi di Batman, ossia "Dark Knight" (Cavaliere oscuro in italiano). Il team di sviluppo dichiarò che tuttavia Adam Knight non è mai stato pensato per essere una versione giovane di Bruce Wayne. L'intenzione era che Adam fosse il nuovo fidanzato di Lana, ma la chimica tra Ian Somerhalder e Kristin Kreuk non funzionava. Il team creativo decise quindi di portare la trama del personaggio fuori dal percorso romantico e in una «direzione thriller come Uno sconosciuto alla porta». Secondo Gough, la trama del personaggio è degenerata in una storia di fantascienza e, quando ciò è accaduto, decisero di concludere rapidamente.

### Brainiac
Milton Fine (James Marsters) è apparentemente un normale insegnante universitario che prova ostilità nei confronti di Lex Luthor. In realtà Fine è Brainiac il Cervello Interattivo creato da Dax-Ur, uno scienziato kryptoniano. Arriva sulla Terra quando le tre pietre del potere vengono macchiate dal sangue di un essere umano, così la navicella dei discepoli del Generale Zod viene liberata dal sigillo atterrando sul mondo in una nuova pioggia di Meteoriti. Brainiac è un liquido nero che esce dall'astronave Kryptoniana e prende forma umana, può clonarsi più volte e assumere l'aspetto che vuole. Ha gli stessi poteri di un kryptoniano ma non sembra essere allo stesso modo resistente ed indistruttibile, inoltre la sua energia è limitata. È immune alla kryptonite e per rigenerarsi ha bisogno di energia elettrica. Non può in nessun modo toccare Jor-El, o il suo emissario (Lionel), non è risaputo però se possa uccidere Clark. Il suo scopo è quello di liberare l'anima di Zod (dal momento che il corpo è andato distrutto) sigillata nella Fortezza della solitudine per farlo entrare in un ospite. Dal momento che lui non può accedere da solo alla fortezza, ha bisogno di un kryptoniano o di un famigliare di Clark. Nella prima occasione convince Clark ad andare alla fortezza per distruggerla e usarlo come ospite per Zod dal momento che un normale umano non potrebbe contenere l'anima, ma grazie a Chloe il piano viene sventato. Brainiac dopo essersi rigenerato crea un super veleno con l'aiuto di Lex, ma in realtà il veleno non gli serve per uccidere i terrestri ma ben sì per trasformare il corpo di Lex in un kryptoniano per poi farlo diventare l'ospite di Zod. Per entrare nella fortezza invece dirotta un aereo con a bordo Martha Kent dirigendosi direttamente alla Fortezza della solitudine, Jor-El avvertendo lo spirito di Martha non blocca l'accesso a Brainiac. Fine aveva previsto che Clark non sarebbe riuscito ad uccidere l'ospite (Lex) con il pugnale di Jor-El e che invece avrebbe colpito lo stesso Fine, così trasferisce il colpo al suo clone alla fortezza che apre il portale per Zod ed entra nel corpo di Lex. Quando sarà sconfitto si impadronirà di Chloe e delle persone del XXXI secolo verranno a neutralizzarlo esorcizzando Chloe usando poteri magnetici ed elettrici, compattandolo in una sfera. Viene poi portato via dagli stessi supereroi del futuro che lo riprogrammeranno per renderlo una forza positiva.

### Grant Gabriel
Michael Cassidy interpreta Grant Gabriel in sette episodi della settima stagione, il nuovo editore del Daily Planet nonché interesse romantico di Lois in questa stagione. Poco dopo aver assunto Lois, cosa che ha fatto in parte per spingere Chloe a scrivere storie migliori, Grant inizia una relazione con Lois nell'episodio Furia omicida. In L'anello blu, la relazione segreta della coppia viene scoperta da Chloe e Lex, che insistono affinché i due rompano. Per Chloe, la relazione era problematica in quanto le persone avrebbero potuto avere sospetti sul lavoro di Lois al Daily Planet. I due stanno insieme, lavorando di più per mantenere segreta la loro relazione. Dopo che Lex ha acquisito il giornale nell'episodio Mostro da meteorite, viene rivelato che Grant è in realtà un clone del fratellino di Lex, Julian, morto da bambino. Quando Grant scopre la verità, tenta di legare con Lionel nell'episodio Il sosia per impedire a Lex di controllare la sua vita. Lex inscena una rapina fallita, culminata nella morte di Grant.

## Altri personaggi
Quello che segue è un elenco supplementare di guest star ricorrenti, che include personaggi che appaiono brevemente in più episodi ma con poco o alcun riscontro nel mondo reale per giustificare un'intera sezione che copra le loro storie nell'universo. I personaggi sono elencati nell'ordine in cui sono apparsi per la prima volta in Smallville.

### Prima stagione
- Sarah-Jane Redmond è Nell Potter[121]
- Jason Connery è Dominic Sanatori[122]
- Tom O'Brien è Roger Nixon[123]
- Hiro Kanagawa è il preside Kwan[124]
- Robert Wisden è Gabe Sullivan[125]
- Joe Morton è il dr. Steven Hamilton[126]
- Kelly Brook è Victoria Hardwick[127]
- Rekha Sharma è la dr. Harden[128]
- Julian Christopher è il dr. MacIntyre[129]

### Seconda stagione
- Jerry Wasserman è il dr. Yaeger Scanlan[130]
- Patrick Cassidy è Henry Small[131]
- Martin Cummins è il dr. Garner[132]
- Jill Teed è Maggie Sawyer[133]
- Rob LaBelle è il dr. Walden[134]

### Terza stagione
- Françoise Yip è la dr. Teng[135]
- Lorena Gale è la dr. Claire Foster[136]
- Sarah Carter è Alicia Baker[137]
- Alisen Down è Lillian Luthor[138]
- Gary Hudson è Frank Loder[139]

### Quarta stagione
- Kyle Gallner è Bart Allen / Impulse[140]
- Jane Seymour è Genevieve Teague[141]

### Quinta stagione
- Alan Ritchson è Arthur Curry / Aquaman[142]
- Lee Thompson Young è Victor Stone / Cyborg[143]

### Sesta stagione
- Fred Henderson è il dr. Langston[144]
- Ben Ayres è Bartlett[145]
- Phil Morris è John Jones[146]

### Settima stagione
- Kim Coates è l'agente federale Carter[147]
- Don Broatch è Shaw Madson[148]
- Alaina Huffman è Dinah Lance / Black Canary[149]

### Ottava stagione
- Anna Williams è Eva[150]
- Alessandro Juliani è il dr. Emil Hamilton[151]
- Serinda Swan è Zatanna Zatara[152]

### Nona stagione
- Adrian Holmes è Basqat[153]
- Sharon Taylor è Faora
- Monique Ganderton è Alia
- Ryan McDonell è Stuart Campbell
- Pam Grier è l'agente Amanda Waller[154]
- Crystal Lowe as Vala
- Michael Shanks as Carter Hall / Hawkman
- Britt Irvin as Courtney Whitmore / Stargirl

### Decima stagione
- Ted Whittall è Rick Flag
- Keri Lynn Pratt è Cat Grant